# Сант'Агостино
Сант'Агостѝно (на италиански: Sant'Agostino, на местен диалект Sent'Agusten, Сент'Агустен) е градче в северна Италия, община Тере дел Рено, провинция Ферара, регион Емилия-Романя. Разположено е на 15 m надморска височина.